# Pugaczowka (obwód omski)
Pugaczowka (ros. Пугачёвка) – wieś (dieriewnia) w Rosji, w obwodzie omskim, w rejonie niżnieomskim. W 2021 liczyła 71 mieszkańców.